# Jacques Demy
Jacques Demy (5. června 1931, Pontchâteau – 27. října 1990, Paříž) byl francouzský režisér a scenárista.
Byl součástí francouzské nové vlny. Jeho díla se vyznačují okázalostí a inspirací hollywoodskými muzikály, pohádkami, jazzem a operou. Objevují se v nich témata jako láska během dospívání, práva pracujících, incest a protínání snů a reality. Patří mezi ně snímky jako Oslí kůže (1970) nebo Jeden pokoj ve městě (1982).
V roce 1962 se oženil s filmovou režisérkou a scenáristkou Agnès Varda. V roce 1972 se jim narodil syn Mathieu.